# ديس بحري
الديس البحري (باللاتينية: Scirpus maritimus) أو دَبْشَة نوع نباتي من جنس الديس من الفصيلة السعدية. وضع عام 1905 ضمن جنس آخر تحت اسم (باللاتينية: Bolboschoenus maritimus).

## البيئة والانتشار
موطنه المشرق العربي والمغرب العربي وحوض البحر الأبيض المتوسط عمومًا.

## مرادفات للاسم العلمي
- (باللاتينية: Scirpus maritimus)